# Phlyctaenia helvalis
Phlyctaenia helvalis là một loài bướm đêm trong họ Crambidae.